# هارولد، بدفوردشر
هارولد (به انگلیسی: Harrold) یک روستا و محله مدنی در بریتانیا است که در Bedford واقع شده‌است. هارولد ۱٬۶۹۱ نفر جمعیت دارد.